# Steppach (Kocher)
Die Steppach ist ein etwa 5 km langer Bach auf der Gemarkung der Kleinstadt Gaildorf im Landkreis Schwäbisch Hall im nordöstlichen Baden-Württemberg, der etwas unterhalb des Ortsteils Großaltdorf von rechts und Nordosten in den mittleren Kocher mündet. Der Steppach-Oberlauf vor dem Dorf Eutendorf am Lauf wird Wertbach genannt.

## Geographie

### Oberlauf Wertbach
Der Wertbach entsteht am Westabfall des westlichen Bergrückens der Limpurger Berge zum Nordosten der großen Erosionsbucht des Flusses Kocher um Gaildorf. Der Bach hat hier eine eigene kleine Erosionsbucht hinter dem Rand der Kocherbucht geschaffen, die im Westen und Norden vom Schneitberg (478 m ü. NHN), im Osten von der Hochebene der Limpurger Berge um die Kohlenstraße und im Süden von deren Vorsprung nach Westen zum Eutendorfer Sturz begrenzt ist. Die Quelle des Wertbachs liegt hier in weniger als 250 Metern Abstand von der Höhenstraße auf knapp 500 m ü. NHN am westlichen Stufenrandabfall des 514,4 m ü. NHN hohen Streitbergs, der sich in Verlaufsrichtung des Bergrückens von Nordwesten nach Südosten nur unmerklich aufwölbt.
Der Wertbach läuft zunächst westlich in einer steilen Klinge zu Tal und nimmt dann nach gut einem Kilometer auf etwa 385 m ü. NHN seinen fast genauso langen linken Quellbach aus der Geißklinge auf, der in ähnlicher Quelllage im Südosten am Ansatz des Sporns zum Sturz entspringt und sogar etwas mehr Einzugsgebiet beiträgt. Danach wendet der Wertbach sich in Geißklingenrichtung nach Nordwesten und erfährt erst wieder einen Kilometer weiter, inzwischen aus dem Wald in ein breites Muldental ausgetreten, in dem er zunächst gehölzbegleitet fließt, einen etwa 1,5 km langen Zulauf diesmal aus dem Nordosten von der oberen Stufenkante. An dieser Zumündung auf etwa 367 m ü. NHN hat er seinen nördlichsten Punkt gerade eben hinter sich gelassen und wendet sich nun als windungs- und fast bewuchsloser Graben um den links stehenden Nordausläufer Zipfer des Westsporns zum Sturz herum eilig auf Südsüdwestlauf.
Vor dem Ortsrand von Eutendorf fließen nun nur noch kurze Hanggerinne zu. Zwischen dem Zipfer links, an dem sich die Waldflur weiter herabzieht, und dem Schneitberg rechts, wo die Waldgrenze dagegen meist über 410 m ü. NHN liegt, erreicht die offene Flur des Tales eine Breite von teils über 400 Meter. Nach insgesamt 2,9 km Lauf und mit fast dem halben Steppach-Einzugsgebiet hinter sich tritt der Wertbach an der Ortsgrenze Eutendorfs aus dem Nordbogen seiner eigenen Erosionsbucht heraus und wird nun unterhalb Steppach genannt.

### Unterlauf Steppach
Die Steppach durchläuft den Ort Eutendorf nach ihrem Austritt aus den Limpurger Bergen auf Südlauf, den sie danach in ihrer flachen Mulde noch etwas fortsetzt. Dann knickt sie vor einem Hügel nach Südwesten ab; von nun an folgt ihr beständig eine kleine Baumgalerie. Nachdem der lange Unterlauf-Zufluss Bilmersbach von links und Osten zugelaufen ist, geht der Bach in eine kleine Nordwestschleife, an dessen Gipfel sie den rechts über dem Ufer stehenden Eutendorfer Wohnplatz Steppach passiert. Auf dem noch anschließenden kurzen Weg nach Süden überzieht der Wald dann die Hänge des inzwischen über 40 Meter tief gegenüber den umgebenden Höhen eingegrabenen Tälchens, in dem neben einem kleinen Trampelpfad der Hohle Lerchensporn und andere an Muschelkalkklingen anzutreffende Pflanzen stehen. Dann mündet die Steppach, 5,1 km unterhalb der Wertbach-Quelle sowie etwa einen Kilometer unterhalb der Flussbrücke von Groß- nach Kleinaltdorf und etwa 200 Meter nach dem Rücklauf des Großaltdorfer Mühlkanals in diesen, auf 317,2 m ü. NN südwestwärts in eine rechte und Nordostschlinge des Kochers.

### Einzugsgebiet
Der Steppach entwässert eine Fläche von etwa 8,2 km² in zwei Unterräumen des Naturraums Schwäbisch-Fränkische Waldberge; der obere Teil in den Limpurger Bergen und der untere in dem diesen hier vorgelagerten Gaildorfer Becken, einer inneren Erosionsbucht des Kochers. Das Einzugsgebiet erstreckt sich in längster Linie 4,1 km weit von seiner Nordostspitze über der Quelle des Bachs aus dem Kohlhäule, das dicht an der Kohlenstraße in ihrem Abschnitt zwischen Mühlstein und der Dreikaiserlinde liegt, bis zur Mündung an seiner Südwestspitze. Quer dazu ist es maximal 3,0 km breit.
An der Westseite fließt jenseits des südwärts auslaufenden Schneitbergs der dem Mittel- und Unterlauf der Steppach fast parallele Adelbach nur etwa 2,5 km unterhalb von ihr zum Kocher. Hinter der nördlichen Wasserscheide auf dem hinteren Schneitberg läuft dem Adelbach sein großer Zufluss Antebach westwärts zu. Die östliche Wasserscheide auf der Hochebene trennt vom Einzugsgebiet des Bühlerzuflusses Fischach; die unmittelbaren Konkurrenten gehören fast überall zum Bachsystem des Benzenbachs und des Bühlbachs. Im Südosten bei Winzenweiler konkurriert der Eisbach über seinen rechten Quellast Pfannenbach zum weit aufwärtigen Kocher, an der südlichen gibt es außer dem in steilem Lauf den Westtrauf zur Mündung in den Kocher in Gaildorf hinunterfallenden Hagersbach nur unscheinbare Zuflüsse zu diesem Fluss.
Knapp 20 % des Einzugsgebietes im Osten gehören der recht profillosen, ganz mit Wald bestandenen Hochebene der Berglandschaft an, die überwiegend in einer Höhe von 495–515 m ü. NHN liegt. In ihrem langen, westlich ansetzenden und südlich auslaufenden Sporn Schneitberg am Nord- und Nordwestrand des Einzugsgebietes fällt sie bis zum oberen Spornende auf etwa 470 m ü. NHN, während an der langen Ostseite die größten Höhen erreicht werden: 514,4 m ü. NN auf dem Streitberg über der Quelle des Hauptastes, 517,3 m ü. NN kurz vor dem Südosteck über dem Ursprung des Bilmersbachs und maximale 522,1 m ü. NN auf dem Herrschel am Südosteck dicht am Trauf über dem oberen Breitwiesenbach.
Der Abfall zum Kochertal ist größtenteils ebenfalls bewaldet, insgesamt werden damit etwa 60 % der Fläche forstlich genutzt.
Die offene, hügelige Landschaft vor dem Fuß der Limpurger Berge unter 380 m ü. NHN macht etwas über 20 % der Fläche aus. Hier liegt das Dorf Eutendorf nach dem Austritt der Steppach aus ihrem gebogenen Bergtal am Bachufer, dem flachen rechten Hang und am unteren Steilanstieg zum Sturz links. Daneben gibt es im Einzugsgebiet nur noch zwei sehr viel kleinere Wohnplätze, Steppach mit seinen zwei Hofstellen rechts am Unterlauf kurz vor der Mündung und den Einzelhof Schweizerhof am unteren Wiesenhang zwischen Bilmers- und Breitwiesenbach.
Fast das ganze Einzugsgebiet liegt auf Eutendorfer Gemarkung; rund 7 ha nahe der Mündung westlich von Steppach liegen auf der des nordwestlich anschließenden, ebenfalls Gaildorfer Teilorts Ottendorf und auf der flachen Aufwölbung des Streitbergs gehört zum Obersontheimer Teilort Oberfischach allenfalls ein schmaler Streifen von unter 1 ha.

### Zuflusssystem
Hierarchische Liste der Zuflüsse und  Seen von der Quelle zur Mündung. Gewässerlänge, Seefläche, Einzugsgebiet, Höhe nach dem Online-Kartenserver der LUBW, siehe → Weblinks. Andere Quellen für die Angaben sind vermerkt.
Ursprung der im Oberlauf Wertbach genannten Steppach nahe der Kohlenstraße am oberen Westabfall des Streitbergs auf wenig unter 500 m ü. NHN. Der Bach fließt zunächst westlich in seiner sich schnell eintiefenden Waldklinge.
- Quellast aus der Geißklinge, von links und Südosten auf über 385 m ü. NHN, 0,9 km[LUBW 6] und rund 0,6 km².[LUBW 7] Entsteht nördlich am Ansatz des Hochebenensporns zum Eutendorfer Sturz im Westen auf etwa 490 m ü. NHN. Dieser ebenfalls eine steile Waldklinge durchfließende Quellast hat am Zusammenfluss etwas weniger an Länge und etwas mehr an Einzugsgebiet als der Hauptast, welcher 1,1 km lang ist, nur 0,5 km²[LUBW 6] entwässert und hier auf die nordwestliche Fließrichtung seines Zuflusses wechselt.
- Zufluss aus der Kohlreute, von links und Süden auf 381 m ü. NHN[LUBW 2] etwa 300 Meter vor dem Waldaustritt, 0,5 km[LUBW 6] und rund 0,3 km².[LUBW 6] Höchste Quelle auf etwa 425 m ü. NHN am Fuß der Mannshalde über der Kohlreute.
- Waldklingenbach aus dem Kohlhäule, von rechts und Nordosten auf etwa 367 m ü. NHN fast am nördlichsten Punkt des Laufs schon in der Flur, 1,5 km und rund 1,3 km². Entsteht auf etwa 490 m ü. NHN im Kohlhäule südlich am Ansatz des Sporns Schneitberg der Hochebene.
  -  Durchfließt auf über 410 m ü. NHN einen Waldweiher kurz vor dem Flurrand, etwa 0,1 ha.
  - Waldklingenbach aus dem Fällriegel, von links und Osten auf etwa 375 m ü. NHN, 1,2 km. Entsteht auf etwa 490 m ü. NHN im Fällriegel etwa 500 Meter südwestlich der Dreikaiserlinde an der Kohlenstraße.
- Hangquellenabfluss, von rechts und Nordwesten auf über 365 m ü. NHN kurz nach dem vorigen, 0,3 km. Entsteht auf etwa 410 m ü. NHN am Waldrand. Hier fließt der Wertbach schon südwestlich.
- Hangbach, von links und Osten auf 356,1 m ü. NN[LUBW 2] am nördlichen Siedlungsrand von Eutendorf, rund 0,5 km.[LUBW 6] Entsteht auf unter 390 m ü. NHN am südlichen Zipfer.

Hier wechselt dann der Bach-Oberlauf Wertbach – der 2,9 km lang ist und für sich allein ein Einzugsgebiet von 3,9 km² hat – seinen Namen zu Steppach. Die Steppach durchläuft das Dorf dann südlich.
- Bilmersbach, von links und aus dem Osten auf etwa 330 m ü. NHN kurz vor dem Gaildorf-Eutendorfer Wohnplatz Steppach an einer Feldwegbrücke, 2,9 km und 2,7 km².[LUBW 6] Entsteht auf etwa 502 m ü. NHN etwa 1100 Meter nordwestlich von Gaildorf-Winzenweiler auf der schon westwärts einfallenden Hochebene gleich neben einem Wanderweg. An diesem Zulauf fließt die Steppach inzwischen südwestlich.
  - Breitwiesenbach, von links und Osten auf etwa 350 m ü. NHN neben der Kreisstraße von Eutendorf nach Großaltdorf (K 2617), 1,4 km und rund 0,7 km². Entsteht auf unter 500 m ü. NHN an der Schweizer- und westlich der Brandhalde.

Mündung des Steppachs von rechts und Nordosten auf 317,9 m ü. NN etwa 400 Meter südlich des an der Nordwestschlinge seines Unterlaufs gelegenen Ortes Steppach in die Nordostschlinge des mittleren Kochers unterhalb von Gaildorf-Großaltdorf. Der Bach ist hier auf seinem Namensabschnitt ab Eutendorf 2,2 km, ab der Quelle des Wertbachs 5,1 km lang und hat ein Gesamteinzugsgebiet von 8,2 km² hinter sich.

### Ortschaften
Die Quellen des Wertbachs und seiner größeren Zuläufe sind völlig unbesiedelt, am Steppach-Unterlauf liegen ein Dorf und ein Wohnplatz:
- Stadt Gaildorf
  - Stadtteil Eutendorf
    - Eutendorf (Dorf)
    - Steppach (Wohnplatz, rechts)

## Geologie
Die Quellen des Wertbachs und seiner großen Zuläufe entspringen alle im Übergangsbereich des für die Hochfläche der Limpurger Berge hier stufenbildenden Kieselsandsteins (Hassberge-Formation) zu den Unteren Bunte Mergel (Steigerwald-Formation) im Liegenden, worin die Bachoberläufe Lehmklingen eingegraben haben. Nach einer stellenweise im Terrain erkennbaren Hangverflachung im Schilfsandstein (Stuttgart-Formation) erreichen die Läufe bald den Gipskeuper (Grabfeld-Formation), in dem der Wertbach in seinen Nordbogen geht und bis nach Eutendorf weiterläuft. Nach einem Abschnitt im Lettenkeuper (Erfurt-Formation) tritt er etwa an seiner Wende auf Südwestlauf in den Oberen Muschelkalk ein, in welchem er seinen kleinen Nordwestbogen bei Steppach durchläuft, um dann in dieser Schicht in den Kocher zu münden.
Der Wertbach schlägt einen Bogen nördlich des Hochebenen-Westsporns der Limpurger Berge zum Eutendorfer Sturz, wobei er dessen tieferen nördlichen Ausläufer Zipfer umfließt, auf dem flächenhaft Schilfsandstein liegt. Am steilen Sturz über Eutendorf ist in einem aufgelassenen Steinbruch der in Flutfazies ausgeprägte, hier etwa 30 Meter hohe Schilfsandstein einsehbar, der hier mächtige, in zwei Richtungen zerklüftete Bänke bildet.
Einen Gang durch die Gipskeuperschichten oberhalb des Grundgipses bietet ein Hohlweg an der Südspitze des Schneitbergs etwas bachaufwärts auf der gegenüberliegenden Talseite. Zu Füßen des Schneitberg-Abfalls liegt ein offener Gipsbruch, in dem anscheinend kein Abbau mehr stattfindet.
An der Spitze des Bilmersbach-Mündungswinkels liegt ein aufgelassener kleiner Abbau im Oberen Muschelkalk, der mit Wald überwachsen ist, aber unter teils neueren Ablagerungen noch die alte Abbausohle erkennen lässt.

### LUBW
Amtliche Online-Gewässerkarte mit passendem Ausschnitt und den hier benutzten Layern: Lauf und Einzugsgebiet der Steppach

Allgemeiner Einstieg ohne Voreinstellungen und Layer: Daten- und Kartendienst der Landesanstalt für Umwelt Baden-Württemberg (LUBW) (Hinweise)
1. 1 2  Höhe nach dem Höhenlinienbild auf dem Hintergrundlayer Topographische Karte.
2. 1 2 3 4  Höhe nach schwarzer Beschriftung auf dem Hintergrundlayer Topographische Karte.
3. 1 2  Länge nach dem Layer Gewässernetz (AWGN).
4. 1 2  Einzugsgebiet nach dem Layer Basiseinzugsgebiet (AWGN).
5. ↑  Seefläche nach dem Layer Stehende Gewässer.
6. 1 2 3 4 5 6 7  Länge abgemessen auf dem Hintergrundlayer Topographische Karte.
7. ↑  Einzugsgebiet abgemessen auf dem Hintergrundlayer Topographische Karte mithilfe des Layers Basiseinzugsgebiet (AWGN).
8. ↑  Länge nach dem Layer Gewässername des Online-Kartenservers der LUBW.

### Andere Belege
1. ↑  Im Ort Eutendorf gibt es jedoch eine Straße Am Wörthbach (!) – wo der Wertbach in die Steppach übergeht, scheint deshalb zumindest in der Vergangenheit und am Ort anders gesehen worden zu sein.
2. ↑  Wolf-Dieter Sick: Geographische Landesaufnahme: Die naturräumlichen Einheiten auf Blatt 162 Rothenburg o. d. Tauber. Bundesanstalt für Landeskunde, Bad Godesberg 1962. → Online-Karte (PDF; 4,7 MB)
3. ↑  Geotop-Steckbrief des Schilfsandsteinbruchs am Eutendorfer Sturz (PDF, 1,0 MB) beim LGRB.
4. ↑  Geotop-Steckbrief des Hohlwegs an der Südspitze des Schneitbergs (PDF, 352 KB) beim LGRB.
5. ↑  Eigene Beobachtung, Mai 2013.
6. ↑  Eigene Beobachtung, Sommer 2012. Bei LGRB gibt es einen lokalisierenden Geotop-Steckbrief des kleinen Muschelkalkbruchs (PDF, 356 KB) ohne Beschreibung.
7. ↑  Geologie nach: Mapserver des Landesamtes für Geologie, Rohstoffe und Bergbau (LGRB) (Hinweise)